# زیردریایی یو-۵۱۷
زیردریایی یو-۵۱۷ (به انگلیسی: German submarine U-517) یک زیردریایی بود که طول آن ۷۶٫۷۶ متر (۲۵۱ فوت ۱۰ اینچ) و ارتفاع آن ۹٫۶ متر (۳۱ فوت ۶ اینچ) بود. این زیردریایی در سال ۱۹۴۱ ساخته شد.